# Edinburg (Texas)
Edinburg je město v okresu Hidalgo County ve státě Texas ve Spojených státech amerických. V okrese Hidalgo je Edinburg zároveň správním městem, ačkoliv je co do počtu obyvatel až druhým nejlidnatějším městem po městě McAllen. Nachází se v Rio Grande Valley, ve kterém je třetím nejlidnatějším městem. S městem McAllen sousedí z jihozápadu, nachází se rovněž nedaleko města Mission a státní hranice s Mexikem. V Texasu je Edinburg 42. nejlidnatějším městem, zároveň je Edinburg 308. největším městem ve Spojených státech.
K roku 2020 zde žilo 104 294 obyvatel. S celkovou rozlohou 116km² byla hustota zalidnění 900 obyvatel na km².